# 利特爾里弗鎮區 (阿肯色州波因塞特縣)
利特爾里弗鎮區（英語：Little River Township）是位於美國阿肯色州波因塞特縣的一個行政鎮區。

## 地方資料
利特爾里弗鎮區的面積為259.85平方千米，當中陸地面積為257.19平方千米，而水域面積為2.66平方千米。根據2010年美國人口普查的數據，當地共有人口3779人，而人口密度為每平方千米14.54人。